# Laetacara flavilabris
Laetacara flavilabris és una espècie de peix de la família dels cíclids i de l'ordre dels perciformes. Poden assolir fins a 8,2 cm de longitud total.
Es troba a Sud-amèrica a laconca del riu Amazones.